# Iglesia Sinagoga
La Iglesia Sinagoga es una pequeña iglesia cristiana en el corazón de Nazaret conocida por este nombre debido a que por encima de su puerta hay una aviso que dice: "la sinagoga". La estructura está actualmente controlada por la Iglesia melquita católica griega. Su piso está hundido unos 1,5 metros de profundidad, posiblemente porque está construida sobre una iglesia cruzada que data del siglo XII. La iglesia estaba bajo el control de los franciscanos hasta el siglo XVIII, cuando el gobernante Omar al-Daher la coloco bajo el control de los católicos griegos.
Según la tradición cristiana, esta iglesia está construida sobre las ruinas de la antigua sinagoga de Nazaret, donde Jesús estudió y oró. Además, aquí es donde en un día de reposo Jesús pronunció su famoso sermón (Mateo 13, Marcos 6, Lucas 4) basado en Isaías 61, donde se declaró como el Mesías a los miembros del pueblo judío. Este sermón enfureció a los oyentes que lo arrastraron a un acantilado para echarlo otra vez, pero él se escapó.